# Belgrave Square
Pour les articles homonymes, voir Belgrave.
Belgrave Square est une place de la ville de Londres, Royaume-Uni.

## Situation et accès
La place est le point central du quartier de Belgravia, dans la Cité de Westminster.
Le quartier est desservi par la ligne  Piccadilly, à la station Knightsbridge.

## Origine du nom
La famille Grosvenor, propriétaire du quartier, lui a donné le nom d’un domaine lui appartenant dans le Leicestershire, Belgrave.

## Historique

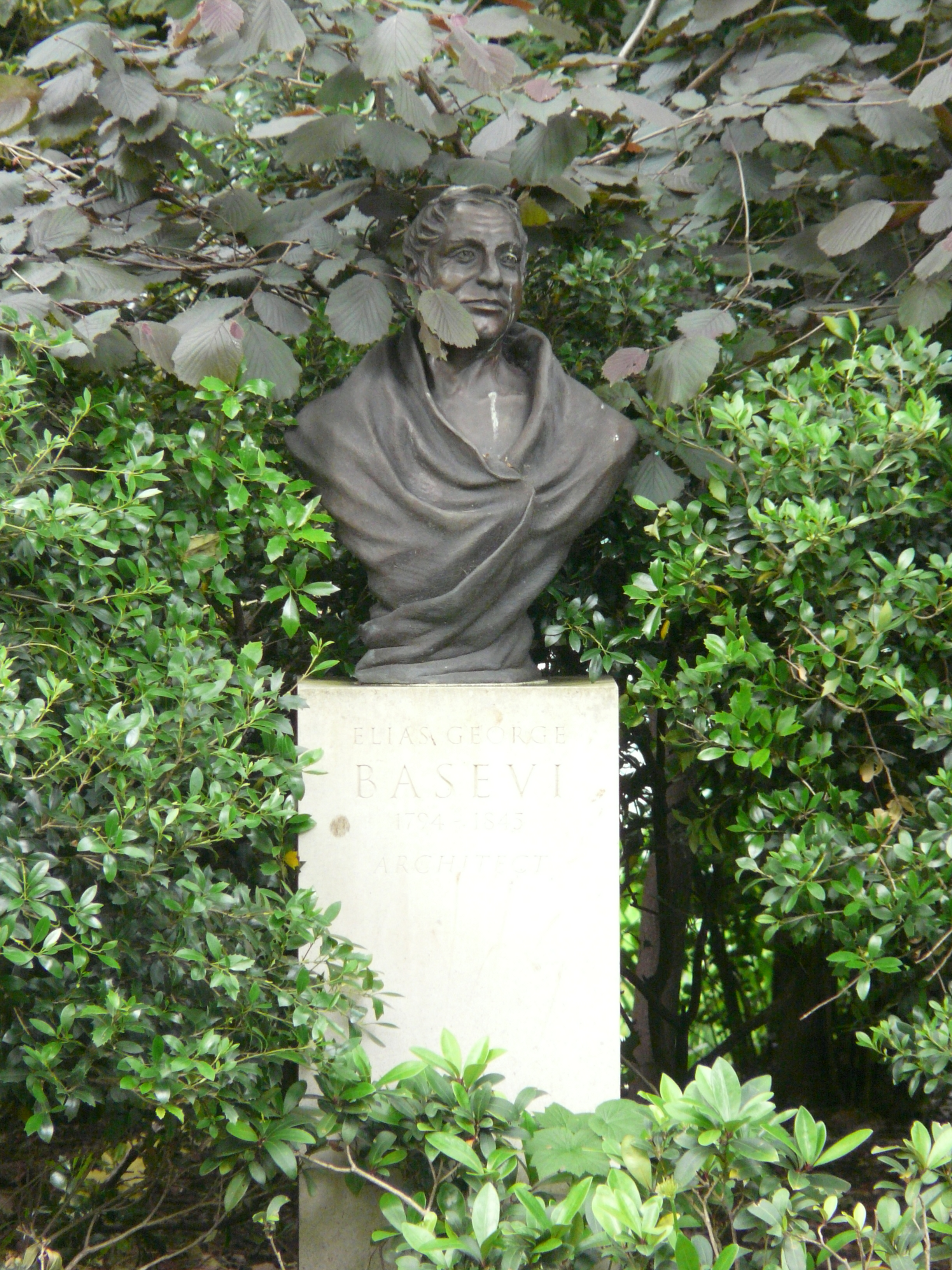
Buste de l’architecte George Basevi (1794-1845).

Aménagée en 1825 par l’entrepreneur Thomas Cubitt, la place se compose de quatre terraces dessinées par l’architecte anglais George Basevi, toutes construites sur le même modèle : trois étages avec un attique en retrait au-dessus de la corniche. Les entrées sont individuelles. Les maisons situées aux quatre coins de la place sont l’œuvre de quatre architectes différents (Robert Smirke, H. E. Kendall, Philip Hardwick et George Basevi) et ont été construites entre 1826 et 1842.
En octobre 1843, le « comte de Chambord » y reçoit des légitimistes venus de France, parmi lesquels figure Chateaubriand.
En 1974, une Statue de Simón Bolívar y  est dévoilée.

## Bâtiments remarquables et lieux de mémoire

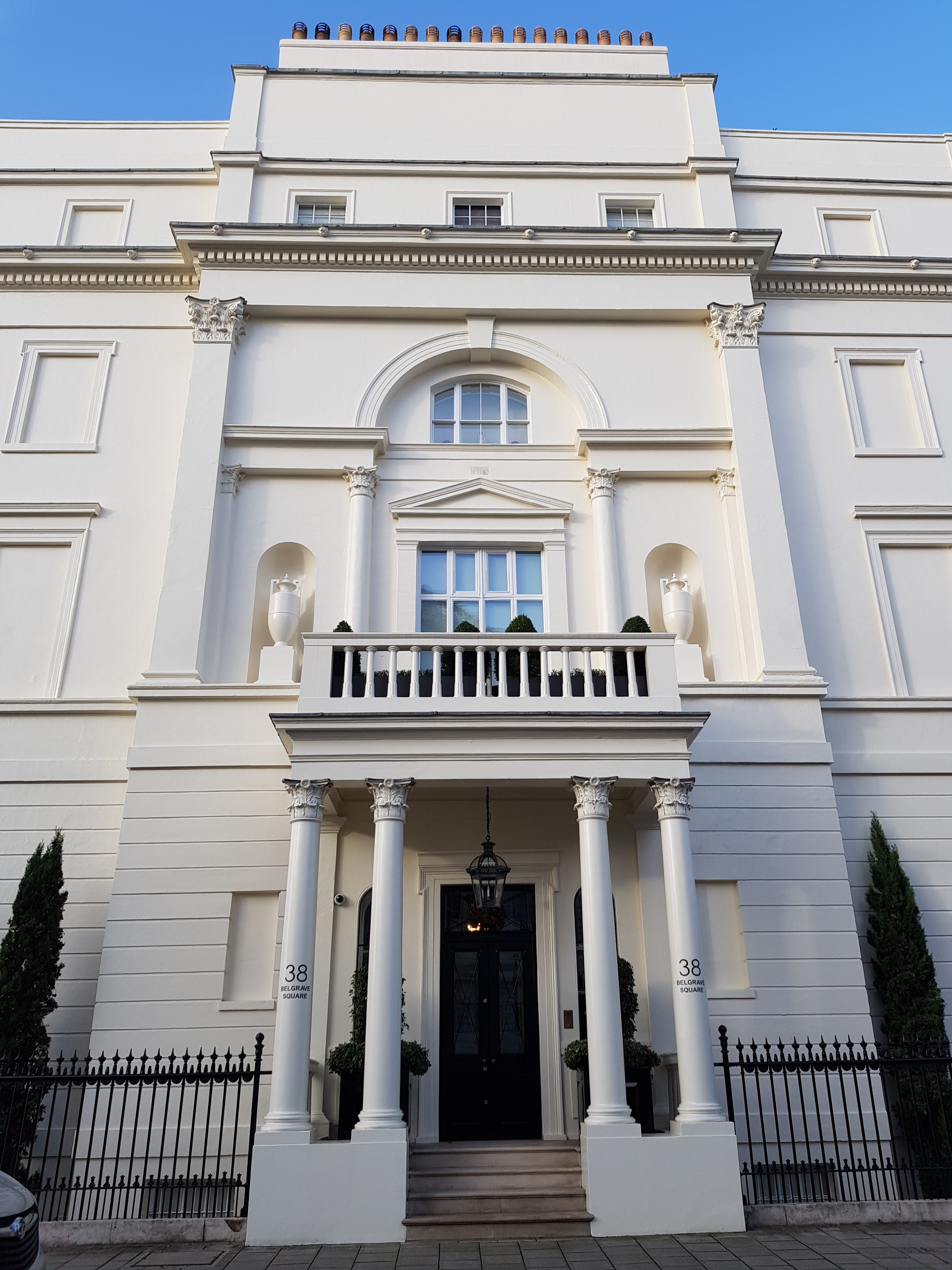
No 38.

Enclave résidentielle, autrefois refuge attitré de la haute société britannique, la place abrite aujourd'hui de nombreuses représentations diplomatiques, installées depuis le XIXe siècle. Treize pays y ont leur ambassade : l'Allemagne, l'Autriche, le Bahreïn, le Brunei, l'Espagne, le Ghana, la Malaisie, la Norvège, le Portugal, la Serbie, la Syrie, la Turquie et Trinité-et-Tobago. Deux autres pays y ont leur institut culturel : l'Italie et la Roumanie.
Au centre de la place s'élèvent les statues du Libertador, le Vénézuélien Simón Bolívar, de l'Argentin José de San Martín, Christophe Colomb et du Portugais Henri le Navigateur.
- No 5 : résidence appartenant à l'industriel russe Oleg Deripaska, roi de l’aluminium[5].

- No 10 : en 2009, cette propriété est mise en vente au prix record de 100 millions de livres ; appartenant alors au magnat de l’immobilier libanais Musa Salem, elle compte six étages et offre 2 000 mètres carrés de surface habitable[6].

- No 38 : demeure de style néoclassique construite dans les années 1825 par l’architecte George Basevi, classée de grade I[7] ; ancienne résidence du financier américain Bruce Wasserstein (1947-2009)[8].

## Dans la fiction

### Dans la littérature
- Anne Perry, Belgrave Square, 10-18, Collection « Grands détectives », 2002.

- Auguste Johanet, Souvenirs de Belgrave Square, dédiés à tous les flétris et à tous ceux qui regrettent de ne pas l’être, Paris, 1844.

### À la télévision
- Dans la série télévisée britannique Downton Abbey, Lady Rosaline Painswick (Rosamund Painswick), fille de la comtesse douairière de Grantham et sœur de Lord Grantham, habite Belgrave Square.

## Galerie

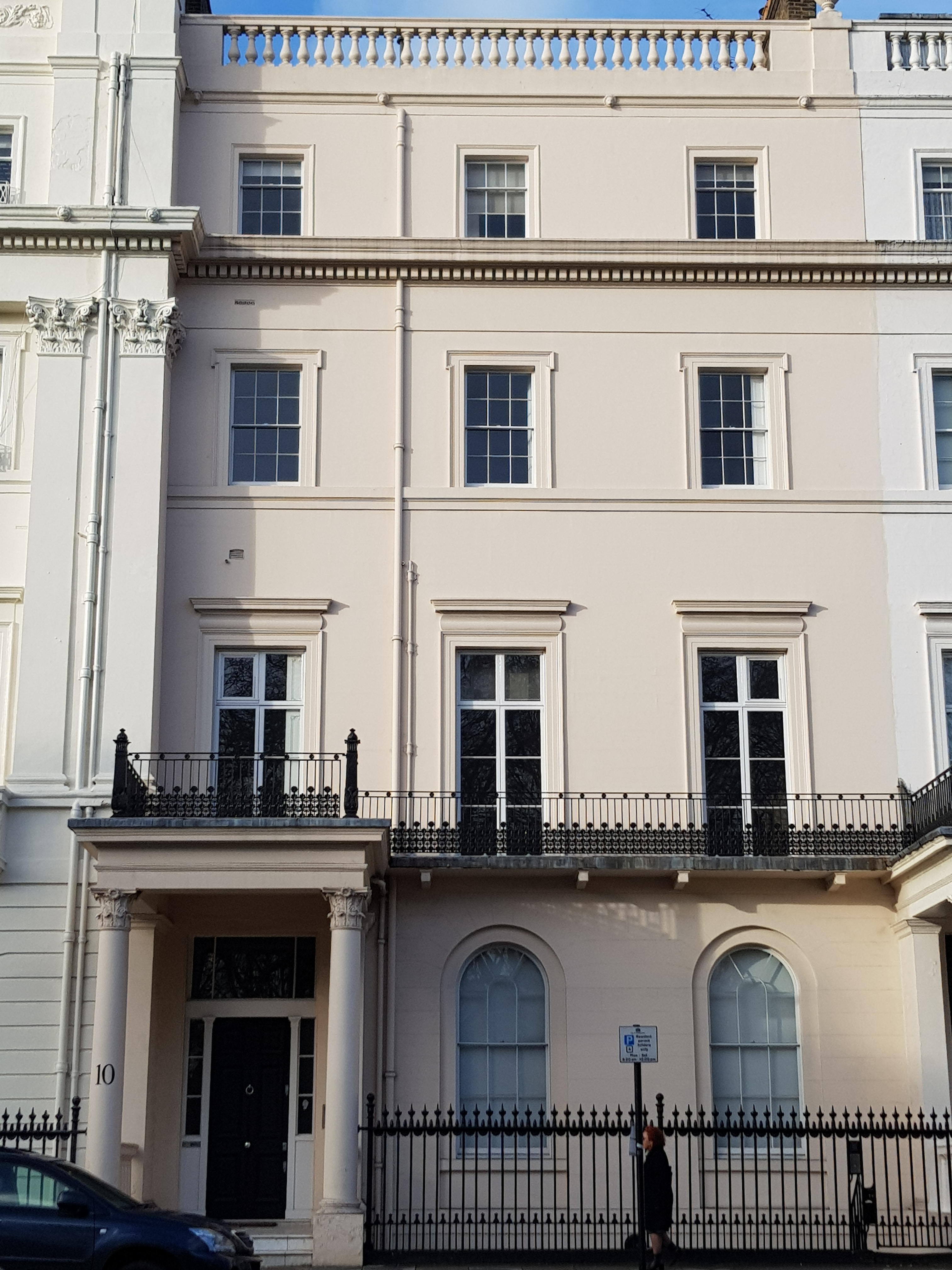
No 10.
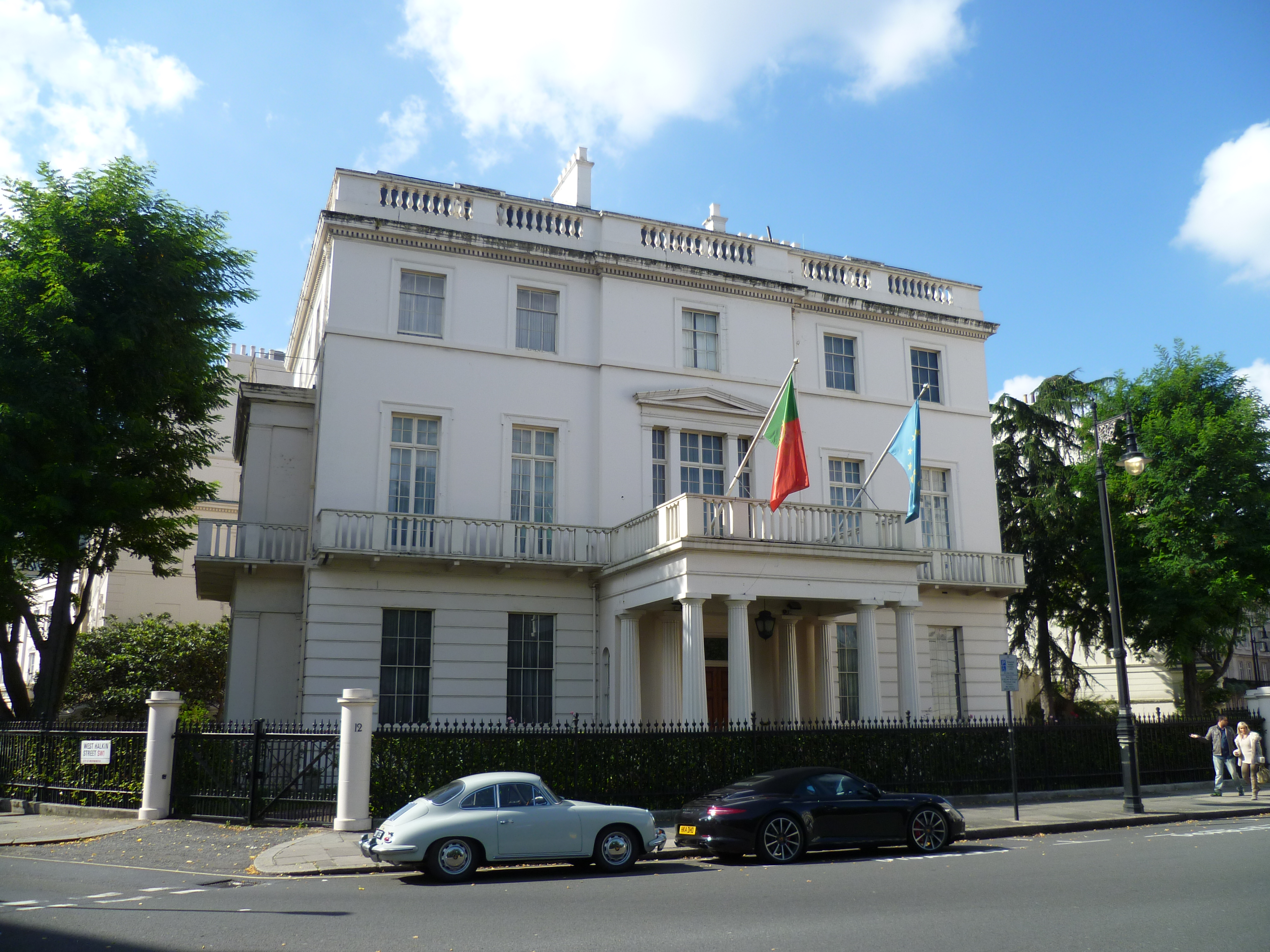
No 11 : ambassade du Portugal.
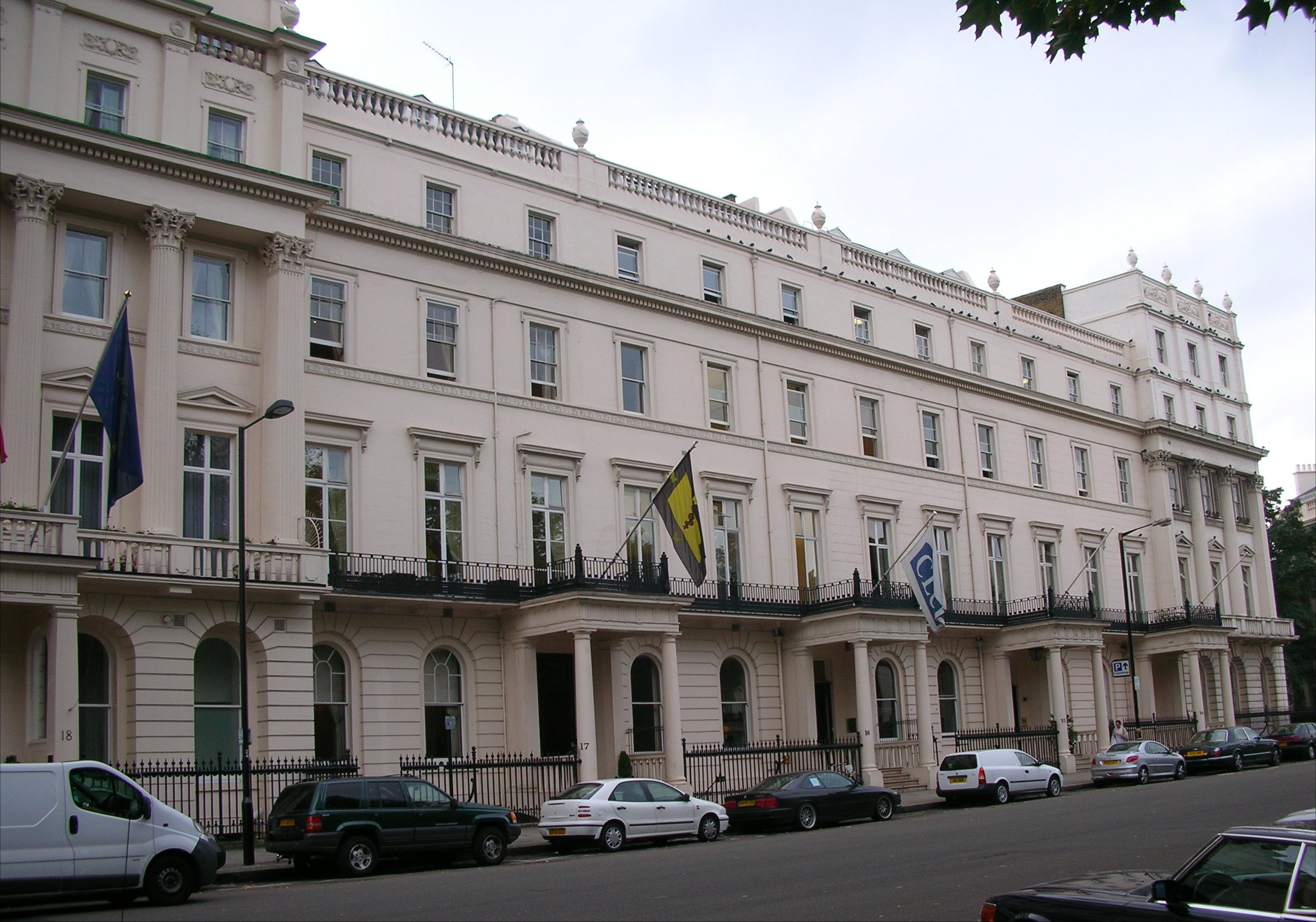
No 17 : Royal College of Psychiatrists (de 1974 à 2013[9]).
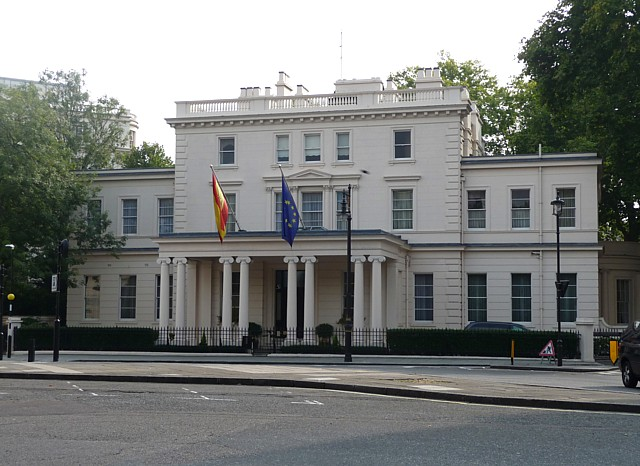
No 24.
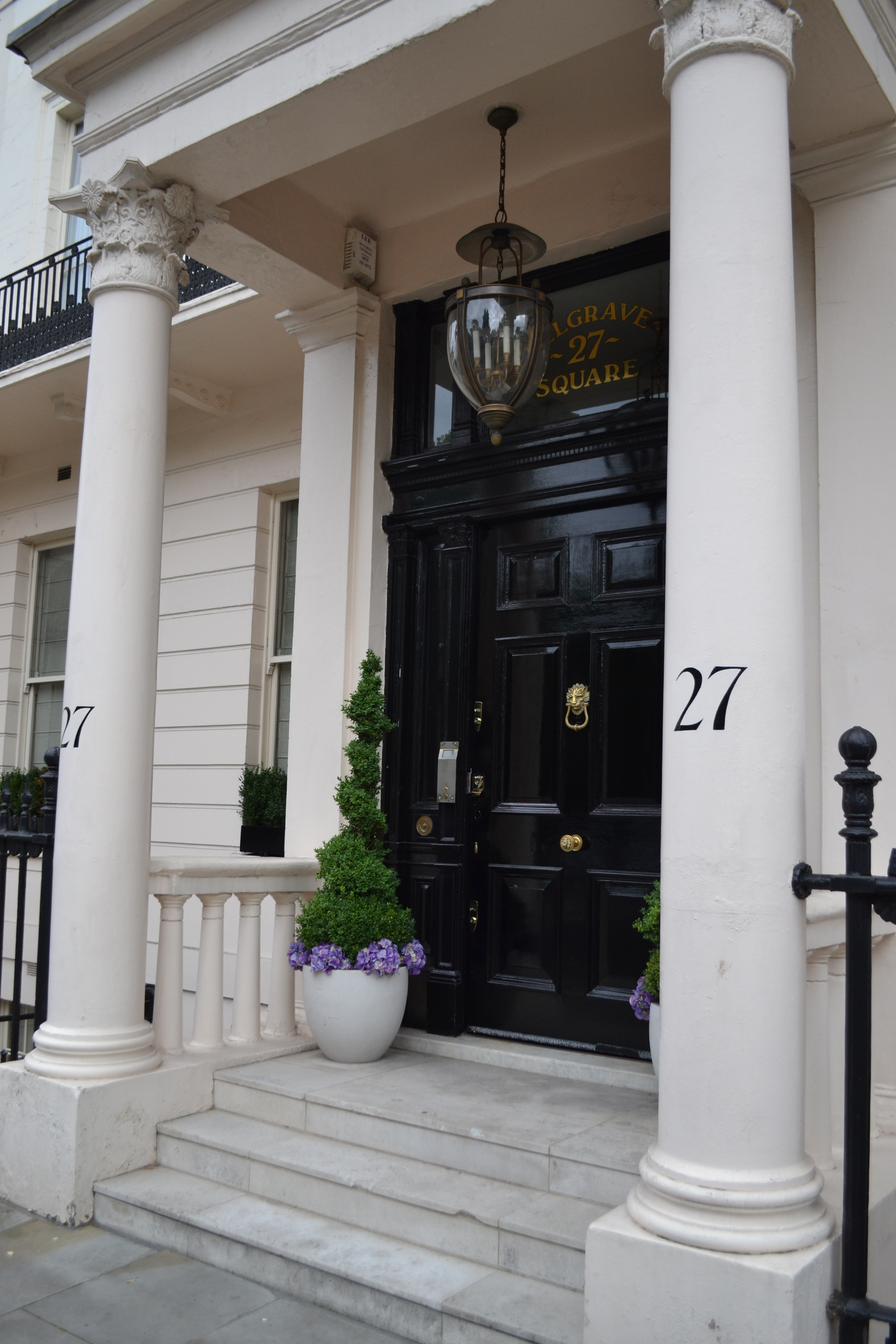
No 27 : entrée.
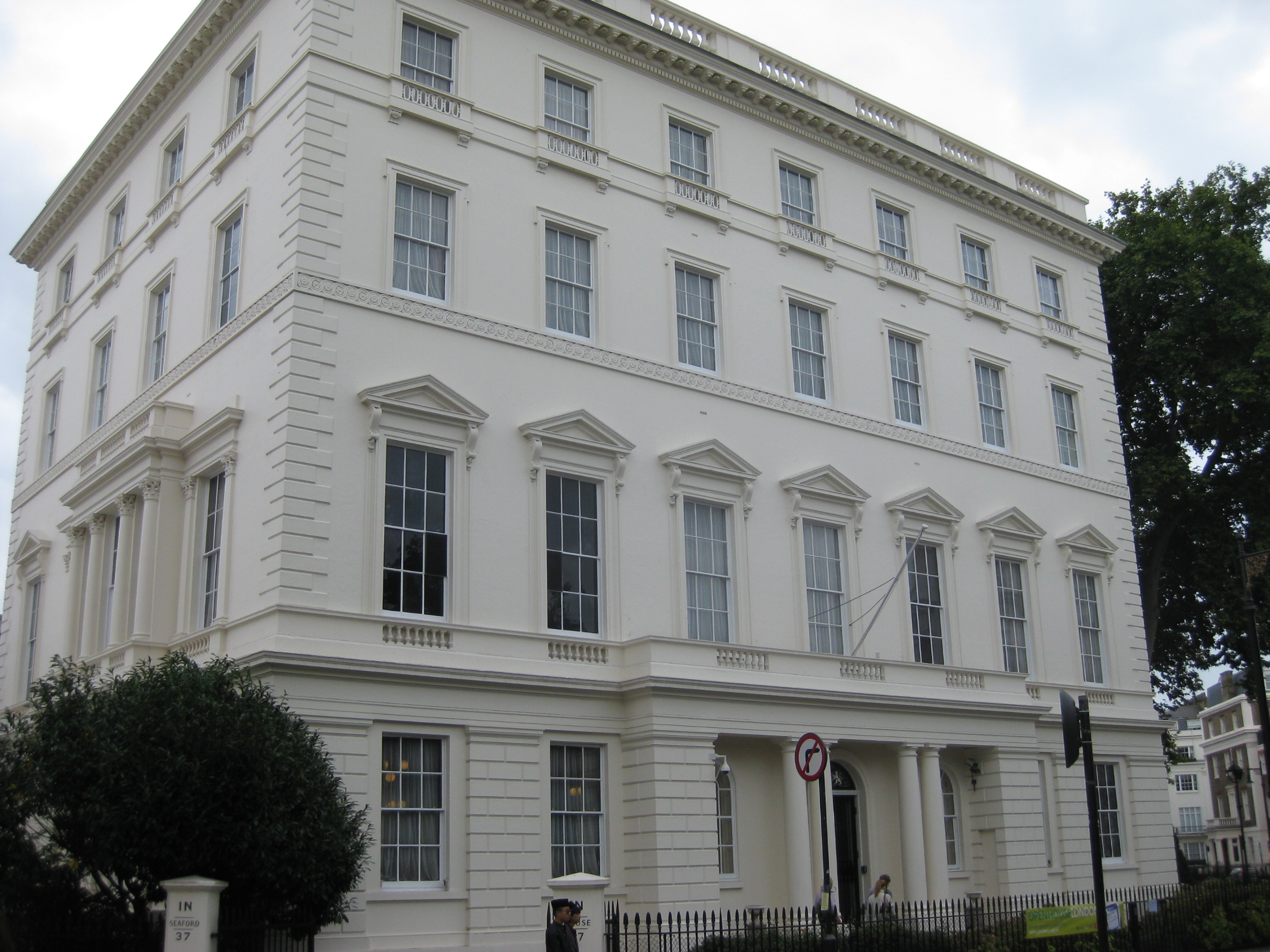
No 37 : Seaford House.
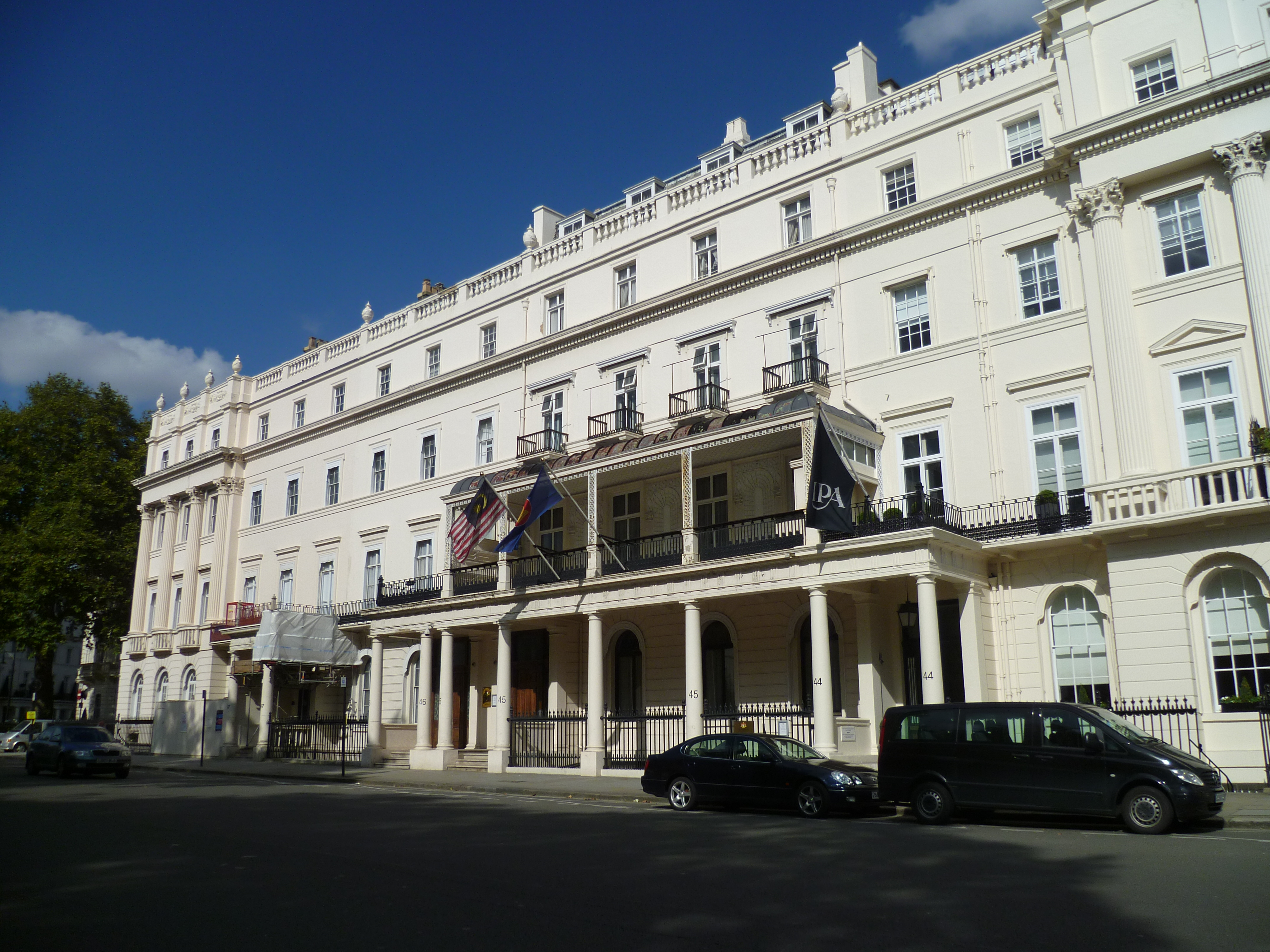
Nos 44 et 45.